# Alacia elsae
Alacia elsae är ett kräftdjur som beskrevs q973 av Poulsen. Arten ingår i släktet Alacia och familjen Halocyprididae. Inga underarter finns listade i Catalogue of Life. A. elsae är små och lever i saltvatten.

## Systematik
De tvåskaliga kräftornas taxonomi är omtvistad och innehåller svårsystematiserade grupper. Skillnaderna mellan de olika grupperna av musselkräftor är osäkra och till stor del baserade på morfologi snarare än molekylära analyser.